# Shendurjana
Shendurjana é uma cidade  no distrito de Amravati, no estado indiano de Maharashtra.

## Demografia
Segundo o censo de 2001, Shendurjana tinha uma população de 21,081 habitantes. Os indivíduos do sexo masculino constituem 52% da população e os do sexo feminino 48%. Shendurjana tem uma taxa de literacia de 75%, superior à média nacional de 59.5%: a literacia no sexo masculino é de 79% e no sexo feminino é de 70%. Em Shendurjana, 12% da população está abaixo dos 6 anos de idade.